# エクス・リブリス
エクス・リブリスとは、白水社が発行する20世紀の海外文学の叢書。2009年に刊行を開始した。

## 概要
白水社が発行する「独創的な世界の文学を厳選して贈るシリーズ」で、欧米だけでなく中東や東アジアまでの幅広い地域の文学を、これまで80点以上刊行している。日本翻訳大賞の受賞作第1回『エウロペアナ』、第2回『ムシェ 小さな英雄の物語』などを輩出している。
「エクス・リブリス・クラシック」という、いわゆる古典文学の作品を取り扱ったサブ・レーベルも存在している。
なお「エクス・リブリス (ex libris) 」は「蔵書票（自らの蔵書に所有者の名や標語、特別なマークなどを図案化して印刷した小紙片）」の意味。

## 主なラインナップ
- 『ジーザス・サン』（デニス・ジョンソン、柴田元幸訳） 2009/03
- 『イエメンで鮭釣りを』（ポール・トーディ、小竹由美子訳） 2009/04
- 『通話』（ロベルト・ボラーニョ、松本健二訳）2009/06
- 『ミスター・ピップ』（ロイド・ジョーンズ、大友りお訳） 2009/08
- 『悲しみを聴く石』（アティーク・ラヒーミー、関口涼子訳） 2009/10
- 『青い野を歩く』（クレア・キーガン、岩本正恵訳） 2009/12
- 『煙の樹』（デニス・ジョンソン、藤井光訳） 2010/02
- 『野生の探偵たち』上・下（ロベルト・ボラーニョ、柳原孝敦,松本健二訳）　2010/04
- 『そんな日の雨傘に』（ヴィルヘルム・ゲナツィーノ、鈴木仁子訳） 2010/06

- 『ウィルバーフォース氏のヴィンテージ・ワイン』(ポール・トーディ、小竹 由美子訳) 2010/08
- 『昼の家、夜の家』（オルガ・トカルチュク、小椋彩訳） 2010/10
- 『馬を盗みに』（ペール・ペッテルソン、西田英恵訳） 2010/12
- 『兵士はどうやってグラモフォンを修理するか』（サーシャ・スタニシチ、浅井晶子訳）2011.02
- 『ヴァレンタインズ』（オラフ・オラフソン、岩本正恵訳） 2011/04

- 『イルストラード』（ミゲル・シフーコ、中野而訳） 2011/06
- 『デニーロ・ゲーム』（ラウィ・ハージ、藤井光訳） 2011/08
- 『ブエノスアイレス食堂』（カルロス・バルマセーダ、柳原孝敦訳） 2011/10
- 『地図になかった世界』（エドワード・P・ジョーンズ、小澤英実訳） 2011/12
- 『河・岸』（蘇童、飯塚容訳） 2012/02
- 『ティンカーズ』（ポール・ハーディング、小竹由美子訳） 2012/04
- 『ブルックリン』（コルム・トビーン、栩木伸明訳） 2012/06
- 『無分別』（オラシオ・カステジャーノス・モヤ  (著), 細野 豊  (翻訳)  2012/08
- 『ビルバオ - ニューヨーク - ビルバオ』（キルメン・ウリベ、金子奈美訳） 2012/10
- 『ぼくは覚えている』（ジョー・ブレイナード、小林久美子訳） 2012/12
- 『空気の名前』アルベルト・ルイ＝サンチェス  (著), 斎藤 文子  (翻訳) 2013/2
- 『神は死んだ』（ロン・カリー・ジュニア、藤井光訳） 2013/04
- 『シガレット』（ハリー・マシューズ、木原善彦訳） 2013/06
- 『盆栽 / 木々の私生活』（アレハンドロ・サンブラ、松本健二訳） 2013/08
- 『緩慢の発見』（シュテン・ナドルニー、浅井晶子訳） 2013/10
- 『愛と障害』（アレクサンダル・ヘモン、岩本正恵訳） 2013/12
- 『逃亡派』（オルガ・トカルチュク、小椋彩訳） 2014/02
- 『アルグン川の右岸』（遅子建、竹内良雄,土屋肇枝訳） 2014/04
- 『かつては岸』（ポール・ユーン、藤井光訳） 2014/06
- 『エウロペアナ：二〇世紀史概説』（パトリク・オウジェドニーク、阿部賢一,篠原琢訳） 2014/08
- 『女がいる』（エステルハージ・ペーテル、加藤 由実子  (翻訳), ヴィクトリア エシュバッハ=サボー  (翻訳) 2014/10
- 『遠い部屋、遠い奇跡』（ダニヤール・ムイーヌッディーン、藤井光訳） 2014/12
- 『民のいない神』（ハリ・クンズル、木原善彦訳） 2015/02
- 『歩道橋の魔術師』（呉明益、天野健太郎訳） 2015/04
- 『神秘列車』（甘耀明、白水紀子訳） 2015/06
- 『生まれるためのガイドブック』（ラモーナ・オースベル、小林久美子訳） 2015/08
- 『ムシェ 小さな英雄の物語』（キルメン・ウリベ、金子奈美訳） 2015/10
- 『ミニチュアの妻』（マヌエル・ゴンザレス、藤井光訳） 2015/12
- 『軋む心』（ドナル・ライアン、岩城義人訳） 2016/02
- 『ポーランドのボクサー』（エドゥアルド・ハルフォン、松本健二訳） 2016/05
- 『ブラインド・マッサージ』（畢飛宇、飯塚容訳） 2016/08
- 『わかっていただけますかねえ』（ジム・シェパード、小竹由美子訳） 2016/10
- 『鬼殺し』上・下（甘耀明、白水紀子訳） 2016/12
- 『10：04』（ベン・ラーナー、木原善彦訳） 2017/02
- 『ピンポン』（パク・ミンギュ、斎藤真理子訳） 2017/05
- 『至福の烙印』（クラウス・メルツ、松下たえ子訳） 2017/07
- 『死体展覧会』（ハサン・ブラーシム、藤井光訳） 2017/10
- 『ソロ』（ラーナー・ダスグプタ、西田英恵訳） 2017/12
- 『酸っぱいブドウ / はりねずみ』（ザカリーヤー・ターミル、柳谷あゆみ訳） 2018/02
- 『ぼくの兄の場合』（ウーヴェ・ティム、松永美穂訳） 2018/07
- 『ここにいる』（王聡威、倉本知明訳） 2018/08
- 『西欧の東』（ミロスラフ・ペンコフ、藤井光訳） 2018/10
- 『郝景芳短篇集』（郝景芳、及川茜訳） 2019/03
- 『海の乙女の惜しみなさ』（デニス・ジョンソン、藤井光訳） 2019/04
- 『回復する人間』（ハン・ガン、斎藤真理子訳） 2019/05
- 『モンスーン』（ピョン・ヘヨン、姜信子訳） 2019/08
- 『よそ者たちの愛』（テレツィア・モーラ、鈴木仁子訳） 2020/03
- 『シャルロッテ』（ダヴィド・フェンキノス、岩坂悦子訳） 2020/05
- 『忘却についての一般論』（ジョゼ・エドゥアルド・アグアルーザ、木下眞穂訳） 2020/08
- 『私はゼブラ』（アザリーン・ヴァンデアフリートオルーミ、木原善彦訳） 2020/09
- 『恥さらし』（パウリーナ・フローレス、松本健二訳） 2020/12
- 『もう死んでいる十二人の女たちと』（パク・ソルメ、斎藤真理子訳） 2021/02
- 『断絶』（リン・マー、藤井光訳） 2021/03
- 『行く、行った、行ってしまった』（ジェニー・エルペンベック、浅井晶子訳） 2021/07
- 『眠りの航路』（呉明益、倉本知明訳） 2021/08
- 『スモモの木の啓示』（ショクーフェ・アーザル、堤幸訳） 2022/01
- 『ケンジントン公園』（ロドリゴ・フレサン、内田兆史訳） 2022/03
- 『人類対自然』（ダイアン・クック、壁谷さくら訳） 2022/04
- 『大丈夫な人』（カン・ファギル、小山内園子訳） 2022/05
- 『アイダホ』（エミリー・ラスコヴィッチ、小竹由美子訳） 2022/07
- 『フォレスト・ダーク』（ニコール・クラウス、広瀬恭子）2022/08
- 『家の本』（アンドレア・バイアーニ、栗原俊秀）2022/09
- 『反乱者』（ジーナ・アポストル 、藤井光）2022/10
- 『グリーン・ロード』（アン・エンライト、伊達淳）2022/12
- 『遠きにありて、ウルは遅れるだろう』（ペ・スア、斎藤真理子）2023/01
- 『クルーゾー』（ルッツ・ライザー、金志成）2023/02
- 『アーダの空間』（シャロン・ドデュア・オトゥ、鈴木仁子）2023/03
- 『過去を売る男』（ジョゼ・エドゥアルド・アグアルーザ、木下眞穂）2023/04
- 『終わりのない日々』（セバスチャン・バリー、木原善彦）2023/05
- 『未来散歩練習』（パク・ソルメ、斎藤真理子）2023/06
- 『真の人間になる 上・下』（甘耀明、白水紀子）2023/08
- 『アミナ』（賀淑芳、及川 茜）2023/10
- 『大仏ホテルの幽霊』（カン・ファギル、小山内園子）2023/12
- 『恐るべき緑』（ベンハミン・ラバトゥッツ、松本健二）2024/2
- 『別れを告げない』（ハン・ガン、斎藤真理子）2024/03
- 『小さくも重要ないくつもの場面』（シルヴィー・ジェルマン、岩坂悦子）2024/4
- 『母の舌』（エミネ・セヴギ・エヅダマ、細井直子）2024/08
- 『傷ついた世界の歩き方』（フランソワ＝アンリ・デゼラブル、森晶羽）2024/9
- 『ブリス・モンタージュ』（リン・マー、藤井光）2025/2

## エクス・リブリス・クラシック
- 『火山の下』（マルカム・ラウリー、斎藤兆史監訳、渡辺暁,山崎暁子訳） 2010/03
- 『パリ』上・下（エミール・ゾラ、竹中のぞみ訳） 2010/11
- 『ピランデッロ短編集 カオス・シチリア物語』（ルイジ・ピランデッロ、白崎容子,尾河直哉訳） 2012/07
- 『危険な関係』（ラクロ、桑瀬章二郎,早川文敏訳） 2014/01
- 『潟湖（ラグーン）』（ジャネット・フレイム、山崎暁子訳） 2014/11
- 『スクープ』（イーヴリン・ウォー、高儀進訳） 2015/05
- 『マナス』（アルフレート・デーブリーン、岸本雅之訳） 2016/03
- 『イーヴリン・ウォー傑作短篇集』（イーヴリン・ウォー、高儀進訳） 2016/07
- 『キャサリン・マンスフィールド傑作短篇集 不機嫌な女たち』（キャサリン・マンスフィールド、芹澤恵訳） 2017/03
- 『マーティン・イーデン』（ジャック・ロンドン、辻井栄滋訳） 2018/09
- 『ポリー氏の人生』（H・G・ウェルズ、高儀進訳） 2020/01
- 『つわものども 誉れの剣1』（イーヴリン・ウォー、小山太一訳） 2020/07
- 『いかさま師ノリス』（クリストファー・イシャウッド、木村政則訳） 2020/11
- 『士官たちと紳士たち 誉れの剣Ⅱ』（イーヴリン・ウォー、小山太一訳） 2021/10